# Лухт, Герхард
Ге́рхард Лухт (нем. Gerhard Lucht; 10 июня 1913, Берлин — 8 сентября 1979, Альтландсберг) — немецкий политик, член СЕПГ. В 1963—1965 годах занимал должность министра торговли и снабжения ГДР.

## Биография
Герхард Лухт родился в рабочей семье, учился в средней школе в Берлине, в 1928 году поступил учиться на коммерсанта и до 1938 года работал бухгалтером на электрозаводе в Берлине. В 1931 году вступил в Социал-демократическую партию Германии. В 1938—1941 годах работал торговым служащим в Bergbau AG Brüx. В 1941—1945 годах воевал на фронте, попал в плен к американцам.
По окончании войны в 1945 году вступил в КПГ, после слияния партии с СДПГ состоял в СЕПГ. В 1946 году руководил оргбюро по подготовке создания потребительской кооперации в Саксонии-Анхальт, в 1946 году был назначен председателем земельного объединения общества. С 1949 года занимал должность заместителя председателя, а с 1954 года — председателя Союз германской потребительской кооперации и занимал эту должность до 1963 года. В 1950—1963 годах Лухт являлся депутатом Народной палаты ГДР, где входил в состав бюджетно-финансового комитета, комитета по проверке результатов выборов и конституционного комитета. В октябре 1963 года Герхард Лухт был назначен министром торговли и снабжения ГДР. После отставки с поста министра с октября 1965 года работал на должности председателя райсовета Штраусберга.

## Публикации
- Vorwärts im Kampf für Frieden und Wiedervereinigung. Berlin 1953.
- Die Arbeit mit den Menschen — Grundlage für die Verwirklichung der Generallinie der 7. Genossenschaftsratstagung. Berlin 1957.
- Die nächsten Aufgaben der Konsumgenossenschaften im zweiten Fünfjahrplan. Berlin 1958.